# Manuel Pinto Coelho
Manuel Ferreira Pinto Coelho (Lisboa, Mercês, 26 de julho de 1948) é um médico e autor português, proprietário e director clínico da Clínica Pinto Coelho - Live Longer. 
Manuel Pinto Coelho tem mais de 50 anos de prática clínica, reconhecido por introduzir e defender os conceitos da medicina antienvelhecimento em Portugal. É licenciado em Medicina e Cirurgia pela Faculdade de Medicina da Universidade de Lisboa e Doutorado "Cum Laude" em Ciências da Educação pela Universidade de Trás-os-Montes e Alto Douro. Possui uma pós-graduação em Medicina Antienvelhecimento pela Universitat Autònoma de Barcelona.
Destacou-se inicialmente pelo trabalho no combate à toxicodependência, tendo fundado a Associação Um Portugal Livre de Drogas e atuado como consultor para a área da toxicodependência na Câmara Municipal de Lisboa. Entre 1981 e 1982, foi o médico responsável da equipa de futebol do Sporting Clube de Portugal, durante uma época vitoriosa para o clube. Também foi o médico pessoal do Primeiro-Ministro Pedro Santana Lopes (2004-2005).
Em 2015, fundou a Pinto Coelho Clinic – Live Longer, antiga Clínica Chegar Novo a Velho, e tornou-se membro da American Academy of Anti-Aging Medicine e da World Society of Anti-Aging Medicine (WOSAAM), onde detém o título de "Great Distinction".
A sua abordagem clínica baseia-se em 11 pilares que incluem nutrição, suplementação personalizada, modulação hormonal bio-idêntica, saúde mental e espiritual, e qualidade do sono, entre outros. Em 2018, a sua clínica foi distinguida com o prémio International Award in Excellence and Quality (IAEQ).
Pinto Coelho é também autor de 15 obras, incluindo Chegar Novo a Velho (2015), Colesterol - Mitos e Realidade (2017), O Segredo do Sistema Imunitário (2021) e Como Viver Sem Diabetes (2023).

## Biografia
Licenciado em Medicina e Cirurgia pela Faculdade de Medicina da Universidade de Lisboa, em 1972, Manuel Pinto Coelho assumiu a direção da Clínica Pinto Coelho - Live Longer em 2014. Obteve um doutoramento cum laude em Ciências da Educação pela UTAD – Universidade de Trás-os-Montes e Alto Douro, em novembro de 2011, tem pós-graduação em Medicina Anti-Envelhecimento pela Universitat Autònoma de Barcelona, concluída em 2014. É membro com Great Distinction da WOSAAM – World Society of Anti-Aging Medicine desde 2016 e da 4AM – American Academy of Anti-Aging Medicine desde 2015.
Assumiu funções como responsável médico pela equipa de futebol profissional do Grupo Desportivo Estoril-Praia entre 1980 e 1981 e pela equipa de futebol profissional do Sporting Clube de Portugal entre 1981 e 1982. Entre 1991 e 2003, foi responsável clínico pelas clínicas de Recuperação de Toxicodependentes Dr. Manuel Pinto Coelho, em Galamares e em Gondomar. De agosto de 2002 a janeiro de 2004 foi consultor para a área da toxicodependência na Câmara Municipal de Lisboa. Assumiu ainda funções como médico pessoal do Pedro Santana Lopes, entre julho de 2004 e fevereiro de 2005, período em que o político serviu como primeiro-ministro de Portugal. Desistiu da militância do Partido Social-Democrata após saber que o partido preparava uma iniciativa para abrir uma " sala de chuto" em Lisboa — Manuel Pinto Coelho trabalhou muitos anos na área de recuperação de toxicodependentes; presidiu e foi fundador da Associação Portugal Livre de Drogas, e chegou a ser apontado pelo governo de Durão Barroso para presidir ao Instituto da Droga e da Toxicodependência (o que gerou polémica e não chegou a concretizar-se).

## Controvérsia
Manuel Pinto Coelho notabilizou-se enquanto proponente vocal de uma abordagem complementar às utilizadas na medicina convencional.
Defende conceitos como a dieta alcalina, o intestino poroso, a terapia anti-envelhecimento com hormona do crescimento [en], os benefícios da ingestão diária de água do mar, a exposição solar sem proteção, ou a suspensão das estatinas na maioria dos casos de hipercolesterolemia.
Manuel Pinto Coelho publicou inúmeros livros sobre o assunto, nomeadamente os bestsellers Chegar Novo a Velho e + Vida + Saúde e + Tempo, citando como principais fontes a Life Extension Foundation [en], a World Society of Anti-Aging Medicine e a American Academy of Anti-Aging Medicine [en]. Cita ainda os proponentes de medicinas alternativas Joseph Mercola [en], Lair Ribeiro, e Graham Simpson [en]. Simpson é também o autor do prefácio do livro Chegar + Novo a Velho: Medicina do futuro (2018).
Por este motivo, embora Manuel Pinto Coelho já tenha sido alvo de três inquéritos disciplinares pela Ordem dos Médicos, a sua folha de serviços encontra-se imaculada. Um dos procedimentos disciplinares foi aberto pelo Bastonário José Manuel Silva, e dois em 2017 na sequência de afirmações que fez num programa televisivo e em entrevista ao jornal Expresso; em resposta a esta última, o Conselho Nacional da Ordem dos Médicos redigiu uma pouco habitual nota de imprensa onde afirmou "discordar frontalmente de várias das afirmações produzidas pelo Dr. Manuel Pinto Coelho". Nesta ocasião, as afirmações de Pinto Coelho foram também alvo de um artigo altamente crítico da autoria de António Vaz Carneiro, diretor da Cochrane Portugal e, na Faculdade de Medicina da Universidade de Lisboa, dirigente do Centro de Estudos de Medicina Baseada na Evidência, e Presidente do Conselho Científico do Instituto de Saúde Baseado na Evidência.